# Йон Пачя
Йон Пачя (на румънски: Ion Pacea) е румънски художник, почетен член на Румънската академия.

## Биография
Йон Пачя е роден във влашко семейство в южномакедонското село Хоропан (от 1953 година Стенимахос), Гърция. Учи в Свободната академия „Гугуяну“ и в Института „Николае Григореску“ при Камил Ресу, Жан Александру Стериади и Александру Чукуренку, като завършва през 1950 г. Дебютира в Официалния салон в Букурещ през 1947 година. Негови творби са включени в самостоятелни изложби (1956, 1957, 1969, 1973, 1975, 1980) и в официалните салони и подбор на румънското изкуство в Анкара, Хавър, Берлин, Прага, Дрезден, Москва, Мюнхен, София и други. Той е удостоен с наградата „Йон Андрееску“ на Румънската академия (1963), Наградата за живопис (1965) и с Голямата награда на Съюза на пластичните художници (1967).
През 1950-те и 1960-те като съпротива на социалистическия реализъм, развива свой собствен стил. Неговите творби обхващат широка гама от традиционните изящни изкуства (пейзаж, натюрморт, композиция) и абстрактната живопис. Най-голям интерес проявява към натюрморта.
Играе роли в няколко румънски филма.